# Atriplex prostrata
L'atriplice comune (Atriplex prostrata Boucher ex DC.) è una pianta della famiglia delle Amarantacee.

## Distribuzione e habitat
L'areale di questa specie si estende in Nord America, Europa, Asia e Africa.

## Tassonomia
Sono note le seguenti sottospecie:
- Atriplex prostrata subsp. prostrata - sottospecie nominale
- Atriplex prostrata subsp. calotheca (Rafn) M.A.Gust.
- Atriplex prostrata subsp. latifolia (Wahlenb.) Rauschert
- Atriplex prostrata subsp. polonica (Zapał.) Uotila